# La Picto-Charentaise
La La Picto-Charentaise és una cursa femenina de ciclisme d'un dia que es celebra a França des de l'any 2016. Degut a l'èxit del Clàssic femení de Vienne Nouvelle-Aquitaine es va crear aquesta cursa. Està integrada dins el calendari femení de l'UCI com a cursa de categoria 1.1. des de 2024, anteriorment era de categoria nacional fins 2018 que passà a 1.2. Es disputa anualment pel nord de la regió de Nova Aquitània. La primera vencedora fou la francesa Greta Richioud.

## Palmarès
| Any  | Vencedora             | Segona              | Tercera            |         |
| ---- | --------------------- | ------------------- | ------------------ | ------- |
| 2016 | Greta Richioud        | Eugénie Duval       | Charlotte Bravard  |         |
| 2017 | Annabelle Dreville    | Roxane Fournier     | Victorie Guilman   |         |
| 2018 | Lauren Kitchen        | Maëlle Grossetête   | Pauline Allin      |         |
| 2019 | Gladys Verhulst       | Lauren Kitchen      | Flávia Oliveira    |         |
| 2020 | suspesa               | suspesa             | suspesa            | suspesa |
| 2021 | Marta Lach            | Marta Bastianelli   | Laura Asencio      |         |
| 2022 | Marie Le Net          | Skylar Schneider    | Nathalie Eklund    |         |
| 2023 | Gladys Verhulst       | Carlijn Achtereekte | Valentina Basilico |         |
| 2024 | Sheyla Gutiérrez Ruiz | Emma Norsgaard      | Eline Jansen       |         |
| 2025 |                       |                     |                    |         |